# Hispanotherium
Hispanotherium (лат.) — род вымерших млекопитающих из вымершего подсемейства Elasmotheriinae семейства носороговых, обитавших в Евразии в миоцене. Ископаемые остатки его представителей известны с территории Китая, Франции и Испании (23,03—11,608 млн лет назад).

## Классификация
По данным сайта Paleobiology Database, на май 2023 года в род включают 4 вымерших вида:
- Hispanotherium beonense Antoine, 1997
- Hispanotherium corcolense Antoine et al., 2002
- Hispanotherium matritense de Prado, 1864
- Hispanotherium tungurense Cerdeño, 1996